# زاك برنس
زاك برنس (بالإنجليزية: Zach Prince)‏ (30 مارس 1988 في الولايات المتحدة - ) هو لاعب كرة قدم أمريكي في مركز الوسط. لعب مع تشارلستون بيتري وكولورادو رابيدز يو-23 ‏ وChicago Fire U-23 ‏.

## وصلات خارجية
- زاك برنس على موقع قاعدة بيانات كرة القدم.إي يو (الإنجليزية)